# KAMARI (zenekar)
A Kamari egy 2023-ban alakult fúziós zenekar, mely ötvözi az art rock, jazz, valamint keleti zenei stílusokat, azonban zenéjük inkább leírható egyfajta "lelkiállapotként", melyben mindenki meg tudja találni magát élethelyzettől függetlenül. A zenekar fő vonala egy olyan hangulat átadása, mely stílusokon átívelve pedzegeti a mai személyes és társadalmi problémákat, miközben egy biztonságos-ismerős légkört hoz egy lapra a kaotikussággal. Zenéjüket legtöbbször a görög eredetű "Charmolypi"  szóval írják körül.

## Pálya
A zenekar 2023 nyarán lépett be aktív szakaszába, miután az alapító Dana Vincent-el közösen megírta Constellations című dalukat, melyet eredetileg egy különálló projektbe szántak. A két zenész 2021 nyarán ismerte meg egymást egy akusztikus duó alapítása révén, majd néhány hónappal később Vincent felkérte Dana-t a Mervom énekesnőjének és dalszövegírójának. Ezek után egy évbe tellett, mire a zenészek fejében kikristályosodott a végleges kép a Kamari imázsát, valamint zenéjét illetően.
Debütáló kislemezüket 2024. április 11-én adták ki, majd egy héttel később brit és spanyol rádiókban is bemutatták, a lemez kapcsán készült interjújukat pedig három nap alatt két országban három rádiócsatornán adták le.

## Zene és világkép
Zenéjük alapjaként a lelki világot, illetve az emberi élmények megélését és ennek különböző megnyilvánulási módjait tekintik, ami gyakran ad műfajilag nehezen behatárolható zenét. Dalaikra  jellemző a kaotikusság és az érzelmek cenzúrázatlan megnyilvánulása.

### Diszkográfia
- 1 : 1
- Constellations
- I am (everywhere)
- Theta

## Tagok
- Dana Bús – zeneszerző, dalszövegíró, ének
- Vincent Naga Smith – társszerő, gitár
- Noémi Baki-Szmaler – zongora
- Lili Tóth – vokál, cselló
- Dániel Gaál – basszusgitár